# 上田正樹 ベスト・セレクション
『上田正樹 ベスト・セレクション』（うえだまさき -  ）は、上田正樹のベスト・アルバム。1993年10月1日発売。発売元はSony Records。規格品番：SRCL-2715。

## 解説
CD選書 "STAR COLLECTION" シリーズの1枚。STAR COLLECTIONは他に、キャンディーズや河合その子が発売されている。CD選書の多くは過去発売アルバムの復刻であるが、本作品はCD選書独自企画のベスト盤となる。
全14曲中、前半7曲が「Japanese Side」と題した日本語のオリジナル作品。後半7曲は「English Side」と題した、洋楽のヒット・ナンバーやオールディーズ・ナンバーのカバー（M-14を除く）が収録されている。
「Japanese Side」収録曲の一部に、英語タイトルの付加しているものがある（「#収録曲」参照）。
ご当地ソングに数えられる代表曲「悲しい色やね」のほか、サザンオールスターズの桑田佳祐から楽曲提供を受けた「ミス・ユー・ベイビ」が収録されている。

## 収録曲
1. 悲しい色やね 〜 Osaka-Bay Blues（4:26）
  - 作詞:康珍化 作曲:林哲司 編曲:星勝
2. 人知れず恋（3:43）
  - 作詞:安井かずみ 作曲:加藤和彦 編曲:武部聡志
3. TAKAKO 〜 Takako, My Love（4:17）
  - 作詞:康珍化 作曲:井上大輔 編曲:星勝
4. レフト・アローン 〜 I Miss You All（4:16）
  - 作詞:売野雅勇 作曲:安部恭弘 編曲:井上鑑
5. ミス・ユー・ベイビ 〜 Miss You Baby（4:24）
  - 作詞・作曲:桑田佳祐 編曲:清水信之
6. たぶんボサノヴァ（4:40）
  - 作詞:安井かずみ 作曲:加藤和彦 編曲:船山基紀
7. 思いでが降る夜 〜 Elegy（4:29）
  - 作詞:康珍化 作曲:タケカワユキヒデ 編曲:星勝
8. 男が女を愛するとき（3:58）
  - 作詞・作曲:A.Wright・C.Lewis 編曲:星勝
  - 原題 「WHEN A MAN LOVES A WOMAN」
9. 我が心のジョージア（4:36）
  - 作詞・作曲:S.Gorrell・H.Carmichael 編曲:井上鑑・上田正樹
  - 原題 「Geogia On My Mind」
10. ユー・アー・ソー・ビューティフル（2:36）
  - 作詞・作曲:B.Preston・B.Fisher 編曲:飛澤宏元
  - 原題 「You Are So Beautiful」
11. マイ・ガール（3:00）
  - 作詞・作曲:W.Robinson・Jr.R.White 編曲:星勝
  - 原題 「My Girl」
12. マリー（3:00）
  - 作詞・作曲:R.Newman 編曲:佐藤博
  - 原題 「Marry」
13. スタンド・バイ・ミー（4:57）
  - 作詞・作曲:B.E.King・E.Glick 編曲:星勝
  - 原題 「STAND BY ME」
14. 愛の翳り 〜 Letting You Go（4:46）
  - 作詞:R.McCarthy 作曲:都志見隆 編曲:井上鑑

## 関連人物
- 井上鑑
- 桑田佳祐
- 康珍化
- 星勝